# Dean Geyer
Dean Stanley Geyer (Johannesburg, 20 marzo 1986) è un attore e cantante sudafricano.

## Biografia

### Carriera musicale
Dean Geyer nasce a Johannesburg, nel Sudafrica, il 20 marzo 1986. Nel 2006 partecipa al talent Australian Idol, dove si classifica terzo. L'anno successivo pubblica il suo primo e unico album Rush, con il quale raggiunge la settima posizione della classifica australiana. L'album è supportato dal singolo di lancio If You Don't Mean It, che raggiunge la decima posizione nella classifica australiana, tuttavia i singoli pubblicati successivamente non riescono ad ottenere alcun riconoscimento sul piano commerciale. Dopo vari anni di pausa, nel 2020 l'artista ricomincia a pubblicare dei brani inediti.

### Carriera attoriale
Debutta come attore nel 2008, conquistando immediatamente un posto nel cast principale della nota soap opera australiana Neighbours. La sua partecipazione alla trasmissione si interrompe dopo un anno. Nel 2011 è uno dei protagonisti di Never Back Down - Combattimento letale, accanto a Michael Jai White e Alex Meraz. Lo stesso anno appare in Terra Nova. Nel 2012 si unisce al cast di Glee nel ruolo di Brody Weston. Nell'autunno 2013, Geyer entra a far parte del cast di The Sand, un film horror la cui uscita nelle sale cinematografiche è avvenuta nell autunno 2014. 
Nel 2014 partecipa a un video musicale di Lyd and Sophie, Another You. Nel 2015 recita nel film georgiano Landmine Goes Click, a cui fanno seguito vari ruoli negli anni successivi. Nel 2023 partecipa al film Zoey 102, opera che riprende la nota serie televisiva Zoey 101.

## Discografia

### Album in studio
- 2007 - Rush

### Singoli
- 2007 - If You Don't Mean It
- 2008 - Unforgettable (con Caitlin Stasey)
- 2020 - The Pretende
- 2020  - Living Skeleton
- 2020 - Runaway

## Filmografia

### Cinema
- Never Back Down - Combattimento letale (Never Back Down 2: The Beatdown), regia di Michael Jai White (2011)
- Landmine Goes Click, regia di Levan Bakhia (2015)
- Zoey 102, regia di Nancy Hower (2023)

### Televisione
- Neighbours – soap opera, 244 episodi (2008-2009)
- Terra Nova – serie TV, 12 episodi (2011)
- Glee – serie TV, 14 episodi (2013-2014)
- Casual – serie TV, 3 episodi (2015)
- Shades of Blue – serie TV, episodio 1x01 (2016)

## Premi
| Anno | Premio                                     | Categoria                    | Lavoro                          | Risultato       |
| ---- | ------------------------------------------ | ---------------------------- | ------------------------------- | --------------- |
| 2004 | TREV Awards                                | Best Acoustic Act            | James Dean (band di Dean Geyer) | Vincitore/trice |
| 2007 | Nickelodeon Australian Kids' Choice Awards | Fave Hottie                  |                                 | Vincitore/trice |
| 2009 | Logie Award                                | Most Popular New Male Talent | Neighbours                      | Candidato/a     |

## Doppiatori italiani
- Marco Vivio in: Never Back Down 2 - The Beatdown
- Gianfranco Miranda in: Terra Nova
- Stefano Crescentini in: Glee